# Ялтыркулбаш
Ялтыркулбаш (баш. Ялтырҡулбаш) — деревня в Буздякском районе Республики Башкортостан Российской Федерации. Входит в состав Килимовского сельсовета. 

## География

### Географическое положение
Расстояние до:
- районного центра (Буздяк): 30 км,
- центра сельсовета (Килимово): 8 км,
- ближайшей ж/д станции (Буздяк): 27 км.

## Население
| 2002 | 2009 | 2010 |
| ---- | ---- | ---- |
| 13   | ↘12  | ↘10  |

Согласно переписи 2002 года, преобладающая национальность — башкиры (92 %).